# Luís Goes
Luís Fernando de Sousa Pires de Goes, auch Luíz Goes, (* 5. Januar 1933 in Coimbra; † 18. September 2012 in Mafra) war ein portugiesischer Fado-Interpret (Fadista). 

## Leben
Luís Goes wurde von seinem Onkel Armando Goes, einem bekannten Sänger des klassischen Fado de Coimbra, schon früh zum Fado gebracht. 1952 nahm Luís Goes sein Medizinstudium an der Universität Coimbra auf. Im gleichen Jahr veröffentlichte er seine erste Platte. In den folgenden Jahren gehörte er zusammen mit Fernando Machado Soares und 
Zeca Afonso zu den wichtigsten Erneuerern des Fado de Coimbra. Wie Machado Soares nahm er zusammen mit den Gitarristen Jorge Godinho und António Portugal sowie mit Manuel Pepe und Levi Baptista an den violas baixo (Bassgitarren) eine Platte als Coimbra Quintet auf. Insgesamt schrieb Goes 25 Fados und 18 Balladen, darunter sein Abschiedslied auf die Studentenzeit, der Fado de Despedida.
1958 schloss Goes sein Medizinstudium ab und arbeitete später als Stomatologe. Daneben trat er weiterhin als Fadista auf.

## Diskographie
- Serenata de Coimbra, 1957 mit dem Coimbra Quintet
- Coimbra do mar e da vida, 1969
- Canções de Amor e de Esperança, 1969
- Canções para quase Todos, 1983